# Zhangixalus

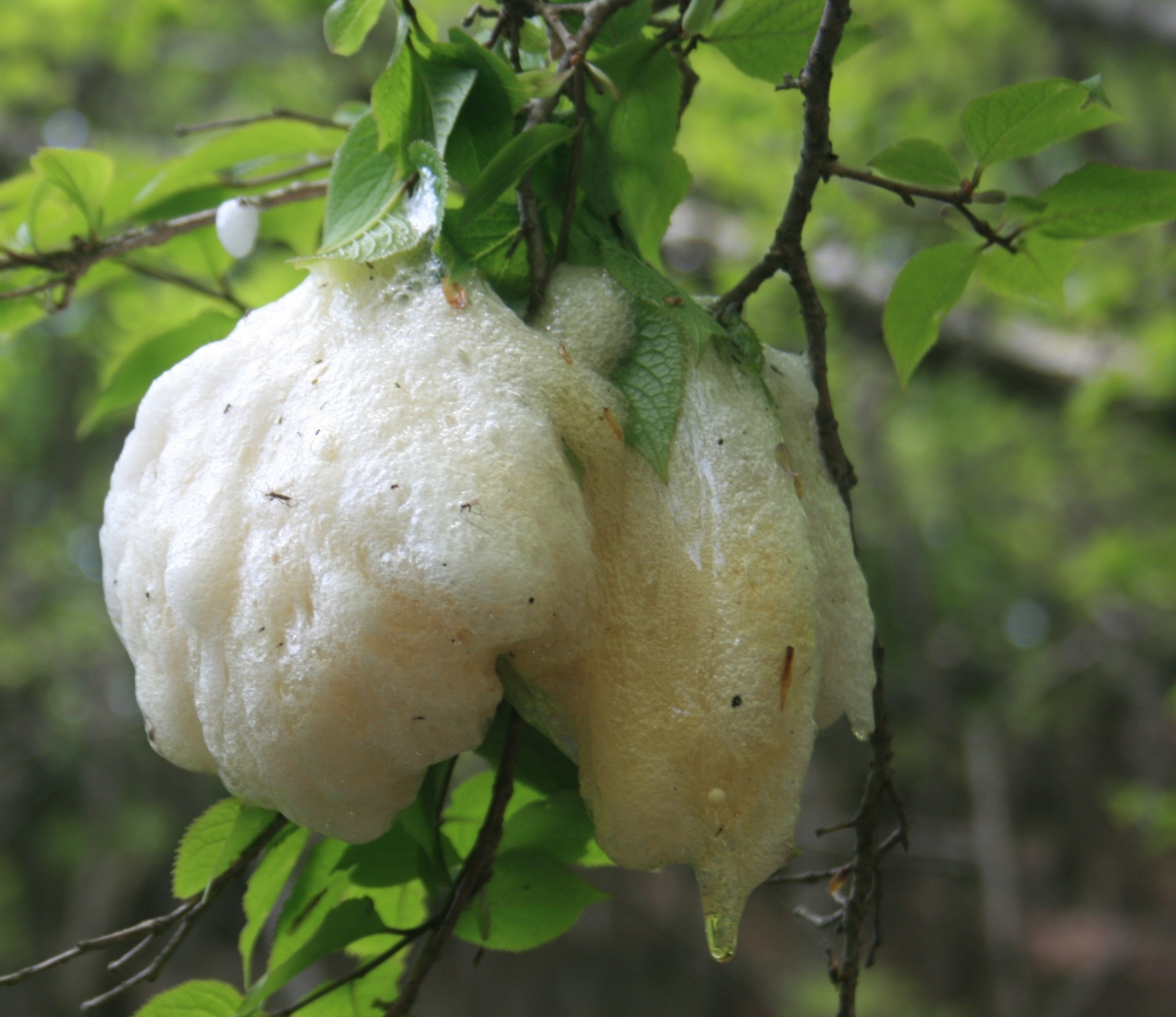
Schaumnest von Zhangixalus arboreus in Zweigen über einem Gewässer

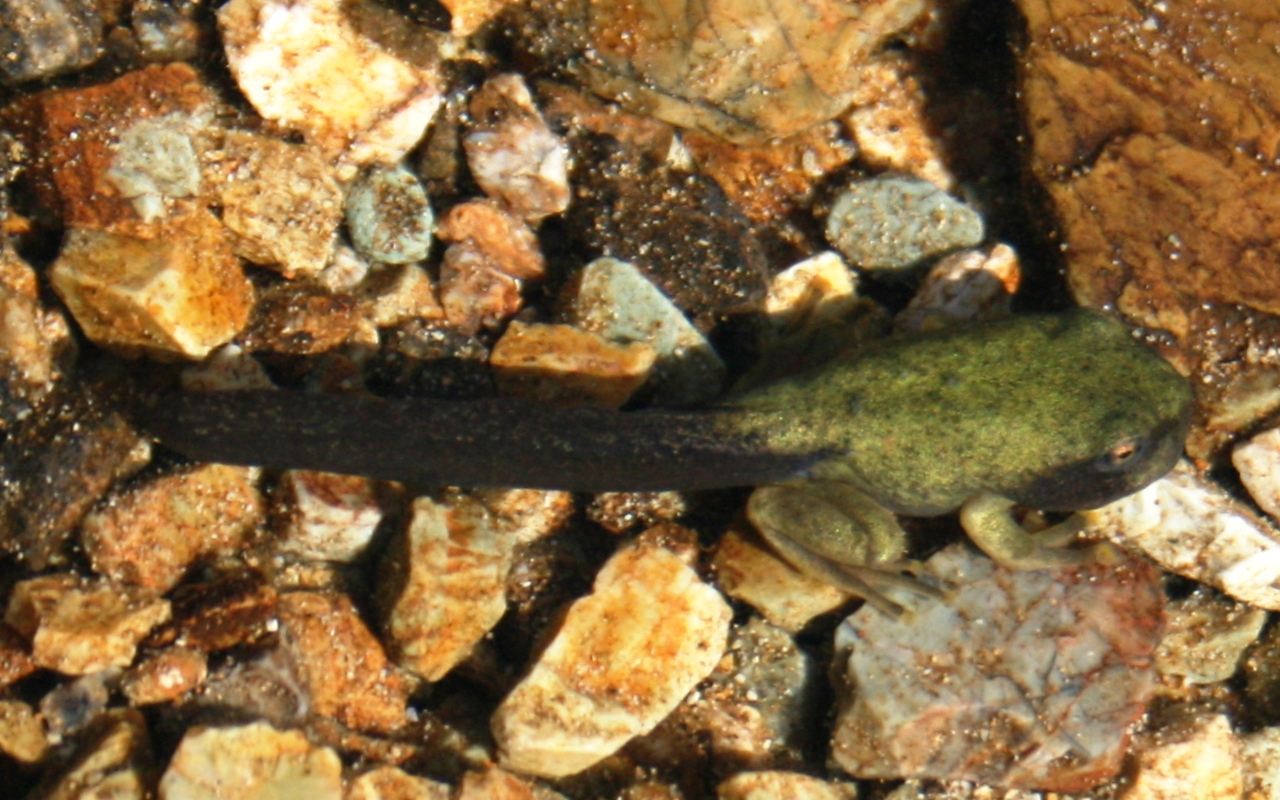
Metamorphose einer Kaulquappe von Zhangixalus arboreus zum fertigen Frosch

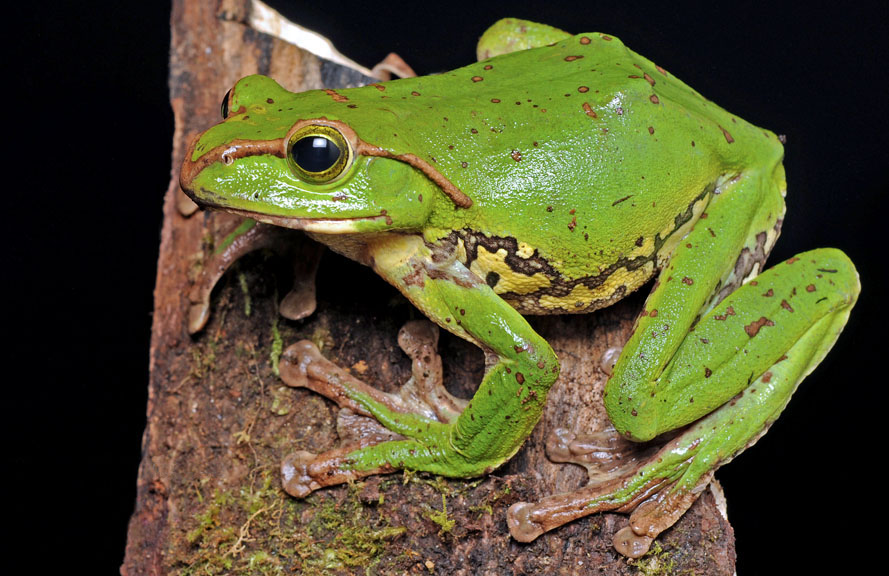
Zhangixalus burmanus kommt in Myanmar und China vor

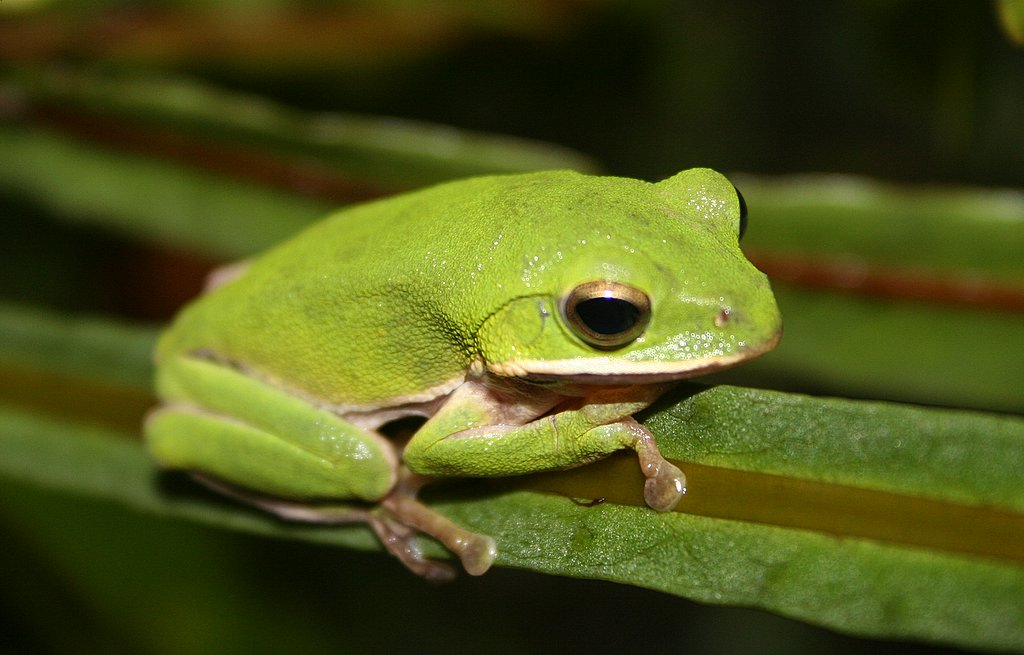
Zhangixalus arvalis aus Taiwan

Zhangixalus ist eine im Jahr 2019 neu beschriebene Gattung aus der Familie der Ruderfrösche (Rhacophoridae).
Die neue Gattung wurde 2019 zusammen mit der Gattung Leptomantis aus der bis dahin gemeinsamen Gattung Rhacophorus ausgegliedert und umfasst 41 Arten, hauptsächlich aus Ostasien und dem nördlichen Indochina.

## Merkmale
Obwohl die Gattung Zhangixalus vor allem nach molekulargenetischen Studien als eigene Klade von der Gattung Rhacophorus abgegrenzt wurde, gibt es doch eine Reihe von äußeren Merkmalen, die sie von den Schwestergruppen Rhacophorus und Leptomantis unterscheidbar machen. Dazu kommen noch Unterschiede in der Verbreitung innerhalb Süd-, Ost- und Südostasiens.
Die Arten haben eine Kopf-Rumpf-Länge von 30 bis 120 Millimetern, die meisten sind jedoch länger als 50 Millimeter. Damit umfasst die Gattung die eher großen Arten aus der ehemaligen Gattung Rhacophorus im weiteren Sinn. Ihre Rückenfärbung ist hauptsächlich ein helles Grün, während die nahe verwandte Gattung Leptomantis eher hellbraun bis rotbraun gefärbte Arten umfasst.

## Verbreitung
Das Verbreitungsgebiet von Zhangixalus umfasst den Nordosten Indiens, Nepal und Bhutan und reicht über  Myanmar, Nordthailand, Laos, Nordvietnam bis ins südliche China sowie nach Taiwan und Japan. Auch in Malaysia, Teilen Indonesiens und in Brunei sind Populationen vertreten.
Das Verbreitungsgebiet der Arten der Gattung Zhangixalus überschneidet sich nicht mit dem der verwandten Gattung Leptomantis, sondern liegt nördlich davon, hauptsächlich auf dem Festland Südostasiens und in China. Hingegen gibt es Überschneidungen mit den Vorkommen von Rhacophorus.

## Fortpflanzung
Die Männchen umklammern bei der Paarung die Weibchen im Amplexus. Dabei wählen die Frösche einen Standort auf Ästen, die über die Oberfläche eines stehenden Gewässers hinausragen. Vor der Eiablage schlägt das Weibchen mit den Hinterbeinen aus einer eiweißreichen Substanz einen weißlichen Schaum, in den der Laich abgelegt und von den Spermien des Männchens befruchtet wird. Das Schaumnest schützt die Brut vor Austrocknung und verbirgt sie vor Feinden. Nach dem Schlüpfen fallen die Kaulquappen direkt in das Gewässer, wo sie sich weiterentwickeln.

## Systematik
Im Jahr 2019 wurde die Gattung der Eigentlichen Ruderfrösche (Rhacophorus) in drei Gruppen aufgeteilt. Dazu wurde neben der Gattung Rhacophorus die Gattung Leptomantis wiedererrichtet und die Gattung Zhangixalus neu beschrieben. Diese Einteilung wird zwar durch molekulargenetische Untersuchungen bestärkt, es könnte sich aber phylogenetisch ebenso gut um eine Unterteilung auf der Ebene von Untergattungen handeln.

## Arten
Die Gattung umfasst 44 Arten. Nach der Ausgliederung von 36 Arten im Jahr 2019 aus der Gattung der Eigentlichen Ruderfrösche wurden im Jahr 2019 eine und im Jahr 2020 zwei neue Arten entdeckt. Zhangixalus amamiensis wurde als eigenständige Art anerkannt, nachdem sie lange als Unterart von Z. viridis angesehen worden war. Im Jahr 2023 wurde Zhangixalus melanoleucus neu beschrieben, 2024 kamen drei weitere Arten hinzu.
Stand: 14. Oktober 2024
- Zhangixalus achantharrhena (Harvey, Pemberton & Smith, 2002)
- Zhangixalus amamiensis (Inger, 1947)
- Zhangixalus arboreus (Okada & Kawano, 1924)
- Zhangixalus arvalis (Lue, Lai & Chen, 1995)
- Zhangixalus aurantiventris (Lue, Lai, & Chen, 1994)
- Zhangixalus burmanus (Andersson, 1939)
- Zhangixalus chenfui (Liu, 1945)
- Zhangixalus dennysi (Blanford, 1881)
- Zhangixalus dorsoviridis  (Bourret, 1937)
- Zhangixalus duboisi (Ohler, Marquis, Swan & Grosjean, 2000)
- Zhangixalus dugritei (David, 1872)
- Zhangixalus dulitensis (Boulenger, 1892)
- Zhangixalus faritsalhadii Gonggoli, Munir, Kaprawi, Kirschey & Hamidy, 2024[3]
- Zhangixalus feae (Boulenger, 1893)
- Zhangixalus franki Ninh, Nguyen, Orlov, Nguyen & Ziegler, 2020
- Zhangixalus hongchibaensis  (Li, Liu, Chen, Wu, Murphy, Zhao, Wang & Zhang, 2012)
- Zhangixalus hui (Liu, 1945)
- Zhangixalus hungfuensis (Liu & Hu, 1961)
- Zhangixalus jarujini (Matsui & Panha, 2006)
- Zhangixalus jodiae Nguyen, Ninh, Orlov, Nguyen & Ziegler, 2020
- Zhangixalus leucofasciatus (Liu & Hu, 1962)
- Zhangixalus lishuiensis (Liu, Wang, & Jiang, 2017)
- Zhangixalus melanoleucus Brakels, Nguyen, Pawangkhanant, Idiiatullina, Lorphengsy, Suwannapoom & Poyarkov, 2023[4]
- Zhangixalus minimus (Rao, Wilkinson & Liu, 2006)
- Zhangixalus moltrechti (Boulenger, 1908)
- Zhangixalus nigropunctatus (Liu, Hu & Yang, 1962)
- Zhangixalus omeimontis (Stejneger, 1924)
- Zhangixalus owstoni (Stejneger, 1907)
- Zhangixalus pachyproctus Yu, Hui, Hou, Wu, Rao & Yang, 2019
- Zhangixalus pinglongensis (Mo, Chen, Liao & Zhou, 2016)
- Zhangixalus prasinatus (Mou, Risch & Lue, 1983)
- Zhangixalus prominanus (Smith, 1924)
- Zhangixalus puerensis (He, 1999)
- Zhangixalus schlegelii (Günther, 1858)
- Zhangixalus smaragdinus (Blyth, 1852)
- Zhangixalus suffry (Bordoloi, Bortamuli & Ohler, 2007)
- Zhangixalus taipeianus (Liang & Wang, 1978)
- Zhangixalus thaoae Nguyen, Nguyen, Ninh, Le, Bui, Orlov, Hoang & Ziegler, 2024[5]
- Zhangixalus viridis (Hallowell, 1861)
- Zhangixalus wui (Li, Liu, Chen, Wu, Murphy, Zhao, Wang & Zhang, 2012)
- Zhangixalus yaoshanensis (Liu & Hu, 1962)
- Zhangixalus yinggelingensis (Chou, Lau & Chan, 2007)
- Zhangixalus yunnanensis Pan, Hou, Yu & Liu, 2024[6]
- Zhangixalus zhoukaiyae (Pan, Zhang & Zhang, 2017)